# Ex ospedale della Misericordia
L'ex ospedale della Misericordia è uno storico palazzo situato nel centro storico di Grosseto.
L'edificio si affaccia sul lato orientale di piazza San Francesco, dove ha inizio la strada Ginori, e ha ospitato fino al 1974 l'ospedale Misericordia di Grosseto, storico nosocomio della città. Dal 1998 è sede del Polo Universitario Grossetano.

## Storia
Il complesso sorse alla fine del XIII secolo come struttura assistenziale di pellegrini ed indigenti; inizialmente era denominato "ricovero di fra Roncone" e gestito dai francescani che risiedevano presso il vicino convento.
Agli inizi del XIV secolo i frati cedettero la struttura all'amministrazione, che successivamente divenne una succursale dello Spedale di Santa Maria della Scala di Siena.
Nel corso del XVIII secolo il complesso fu profondamente ristrutturato ed ampliato per rispondere alle mutate esigenze e l'inaugurazione avvenne nel 1787 su iniziativa di Pietro Leopoldo. In questo periodo venne conferita la denominazione di "spedale del Beato San Giovanni Battista", successivamente cambiata in "ospedale della Misericordia".

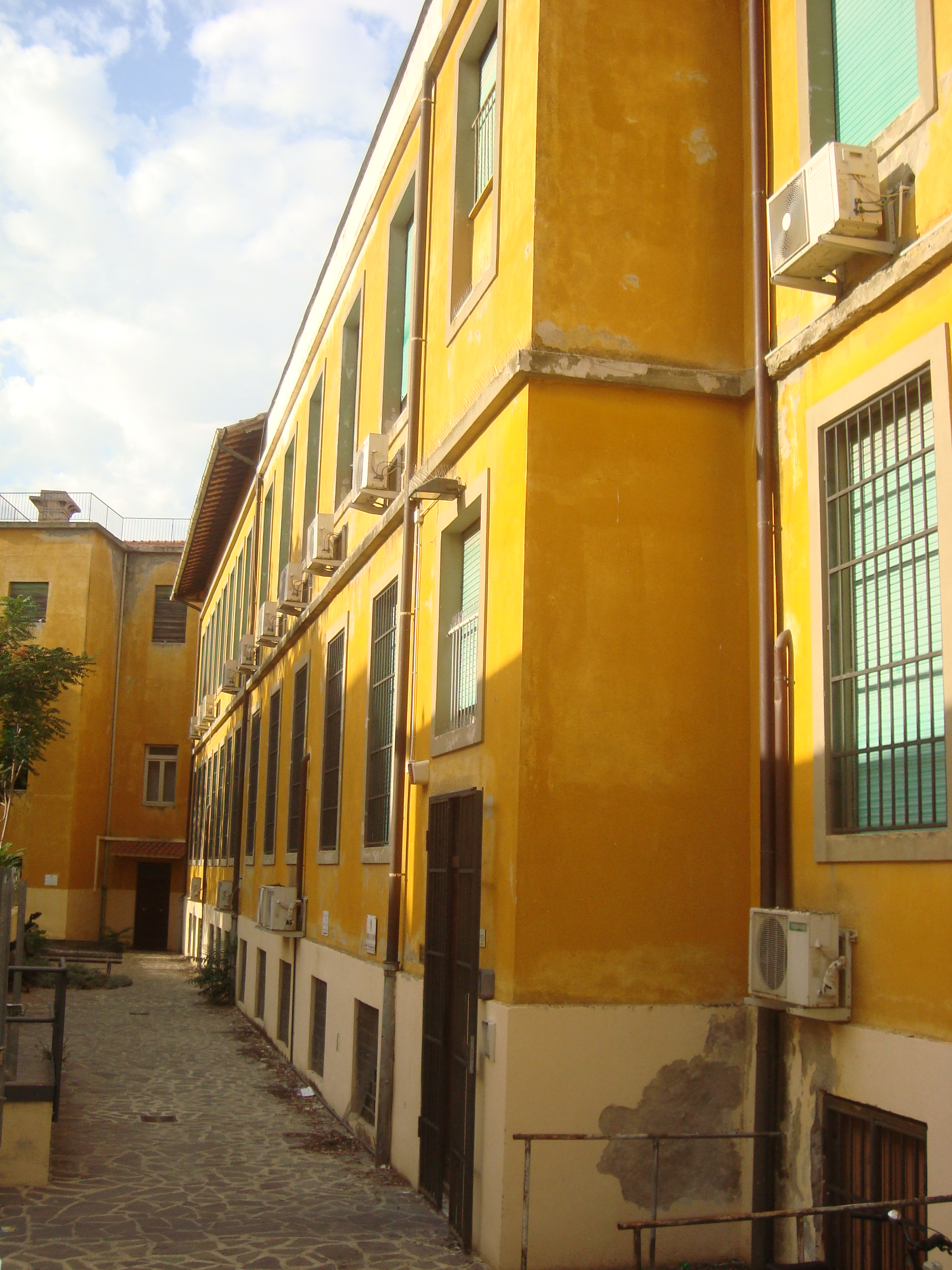
Lato interno dell'edificio (demolito nel 2024)

Durante il XX secolo, la forte crescita demografica registrata dalla città portò al trasferimento della struttura ospedaliera nel moderno plesso situato in periferia lungo via Senese, l'ospedale Misericordia di Grosseto costruito tra il 1964 e il 1974. L'edificio venne allora adibito a vari usi, incluso quello di sede di istituto superiore.
In seguito a una complessiva ristrutturazione del fabbricato centrale, dal 1998 ospita il Polo universitario grossetano. L'ala meridionale su via Saffi ha ospitato l'ufficio dell'anagrafe comunale, mentre l'ala settentrionale, anch'essa su via Saffi, è rimasta inutilizzata ed è andata incontro a un progressivo degrado e abbandono. Quest'ultima è stata infine demolita nel 2015 e al suo posto è stato inaugurato nel 2018 il giardino dell'archeologia, un'area verde a servizio dell'università dove hanno trovato spazio alcuni manufatti romani che erano esposti in varie zone della città. Nel 2024 anche l'ala dell'ufficio anagrafe è stata demolita.

## Descrizione
Il palazzo dell'ex ospedale della Misericordia si presenta come un complesso a pianta quadrangolare, articolato su tre livelli, dalle linee architettoniche semplici.
Le pareti esterne ed interne sono completamente rivestite in intonaco, con numerose finestre di forma rettangolare che si aprono con regolarità su tutti i livelli; il portale d'ingresso al centro della facciata principale mantiene la stessa forma delle finestre.
All'interno, è da segnalare la presenza di volte a crociera che caratterizzano, in alcuni punti, i soffitti dei corridoi.